# Chitpanya Tisud
Chitpanya Tisud (thailändisch จิตปัญญา ทิสุด, * 8. Februar 1991 in Bangkok), auch als Nhong (thailändisch หน่อง) bekannt, ist ein thailändischer Fußballspieler.

## Karriere
Chitpanya Tisud unterschrieb 2013 seinen ersten Vertrag beim Drittligisten Grakcu Looktabfah FC. Nach einem Jahr wechselte er nach Chainat zum Erstligisten Chainat Hornbill FC. Bis Mitte 2016 spielte er 48-mal für den Club und schoss dabei zehn Tore. Im Juli 2016 verließ er Chainat und unterschrieb einen Vertrag beim Ligakonkurrenten Buriram United in Buriram. 2017 wurde er an den ebenfalls in der Ersten Liga spielenden Bangkok Glass ausgeliehen. Im darauffolgenden Jahr wurde er an PT Prachuap FC, ebenfalls ein Verein der Ersten Liga, ausgeliehen. Nach Vertragsende in Buriram wechselte er 2020 zum Ligakonkurrenten Ratchaburi Mitr Phol nach Ratchaburi. Für Ratchaburi stand er 16-mal in der ersten Liga auf dem Spielfeld. Zur Saison 2021/22 wechselte er nach Kanchanaburi zum Zweitligaaufsteiger Muangkan United FC. Für den Aufsteiger stand er 15-mal in der zweiten Liga auf dem Spielfeld. Nach der Hinrunde 2021/22 wechselte er im Dezember 2021 zum Drittligisten Uthai Thani FC. Mit dem Verein aus Uthai Thani spielte er in der Northern Region der dritten Liga. Am Ende der Saison 2021/22 feierte er mit Uthai Thani die Meisterschaft der Region. In der National Championship, den Aufstiegsspielen zur zweiten Liga, belegte man den ersten Platz und stieg nach einer Saison in der Drittklassigkeit wieder in zweite Liga auf. Nach dem Aufstieg verließ er den Verein und schloss sich dem ebenfalls in die zweite Liga aufgestiegenen Nakhon Si United FC an. Für den Klub aus Nakhon Si Thammarat bestritt er 25 Zweitligaspiele. Im Sommer 2023 wechselte er in die erste Liga, wo er sich dem Erstligaaufsteiger Nakhon Pathom United FC anschloss. Nach insgesamt 17 Ligaspielen wurde sein Vertrag im Sommer 2024 nicht verlängert. Anfang August 2024 nahm ihn der ebenfalls in der ersten Liga spielende Sukhothai FC unter Vertrag. Nach einer Spielzeit, in der er für den Verein aus Sukhothai 19 Ligaspiele bestritt, wurde sein Vertrag im Sommer 2025 nicht verlängert.

## Erfolge
PT Prachuap FC
Thailändischer Ligapokalsieger: 2019
Uthai Thani FC
- Thai League 3 – North: 2021/22
- Thai League 3 – National Championship: 2021/22  ▲